# بنخامین گالیندو
بنخامین گالیندو (اسپانیایی: Benjamín Galindo‎؛ زادهٔ ۱۱ دسامبر ۱۹۶۰) بازیکن سابق و مربی فوتبال اهل مکزیک است.
از باشگاه‌هایی که در آن بازی کرده‌است می‌توان به باشگاه فوتبال پاچوکا، باشگاه فوتبال گوادالاخارا، و باشگاه فوتبال کروز آزول اشاره کرد.
وی همچنین در تیم ملی فوتبال مکزیک بازی کرده‌است.